# Roberto Gualdi
Roberto Gualdi (Savona, 7 luglio 1967) è un batterista italiano.

## Biografia
Ha iniziato l'attività musicale negli anni ottanta, suonando nei gruppi dell'underground savonese F-104 e Novagrande. Prosegue la sua carriera di musicista trasferendosi a Milano nel 1990, dove studia al Centro Professione Musica, del quale diventerà insegnante nel 1996.
Nel 1993 fonda gli Scomunica dove suona fino al 1996, incidendo anche il disco Scomunica nel 1995. Grazie al supporto del chitarrista Ricky Portera, nel 1996 inizia la sua collaborazione con Paola Turci e nel 1997 incide il suo primo disco con la Premiata Forneria Marconi, gruppo di cui è componente fisso, anche se nei primi anni 2000 venne temporaneamente sostituito da Piero Monterisi e da Lucrezio de Seta. Tramite Lucio Fabbri, inizia anche la collaborazione con Dolcenera. Nel 1999 con Cesareo alla chitarra, Guido Block al basso e Stefano Xotta alla chitarra forma i Four Tiles; altri progetti sono quelli del duo Il diavolo e l'acqua santa, con il batterista jazz Stefano Bagnoli, e dei Lauroja & The G Zone, con Maurizio Lauroja alla chitarra e Guido Block al basso.
Nel 2000 lavora con Lucio Dalla e nello stesso anno conosce Dario Mollo, lavorando ai suoi dischi Voodoo hill, con il bassista dei Deep Purple Glenn Hughes, e The Cage II, con il cantante dei Black Sabbath Tony Martin. Nel 2004, sempre con Dario Mollo, forma gli Elektric Zoo con Graham Bonnet alla voce; successivamente con Guido Block al basso e Mitzi come voce forma il gruppo dei Noize Machine.
Nel 2010 e 2011 collabora inoltre con Paolo Jannacci e la Zelig Orchestra, con Enzo Jannacci, XFactor e con Dolcenera, oltre ai suoi progetti personali “Il Diavolo & L'Acqua Santa”, NoiZe Machine e Four Tiles. Vince inoltre il premio come miglior batterista del 2010 messo in palio dalla rivista InSound.

## Discografia
- 1995 - Scomunica - Scomunica (Pull Music)
- 2003 - Maurizio Lauroja & The G Zone - Heaven Or Hell
- 2008 - Noize Machine - The Jumping Clown (Valery Records)

## Partecipazioni
- Andrea Ori: Andrea Ori
- Aram Quartet: Chiaramente
- Dario Mollo: Voodoo Hill
- Dario Mollo: Wild Seeds Of Mothe Earth
- Dario Mollo: The Cage II
- Demo Morselli Big Band: Swing‘O
- Dolcenera: Dolcenera nel paese delle meraviglie
- Dolcenera: Canta Il Cinema
- Dolcenera: Il Popolo Dei Sogni
- Dolcenera: Sorriso Nucleare
- Dolcenera: Un Mondo Perfetto
- Enzo Jannacci: The Best
- Giusy Ferreri: Non Ti Scordar Mai Di Me
- Lucio Dalla: Lucio
- Lucio Dalla: Luna Matana
- Milva: In Territorio Nemico
- Nada: Luna In Piena
- Nek: Nella Stanza 26
- Premiata Forneria Marconi: Live in Siena
- Premiata Forneria Marconi: www.pfmpfm.it (il Best)
- Premiata Forneria Marconi: Emotional Tattoos
- Phil Drummy: Heartland..Songhouse
- Piero Pelù: Soggetti Smarriti
- Roberto Vecchioni: Di Rabbia e Di Stelle
- Samuele Bersani: Samuele Bersani
- Simone Borghi: On Line
- Victor Manuel: El Hijo Del Ferroviario.

## Riconoscimenti
- 2010 - Trofeo InSound[2]